# جين ليمكي
جين فيرناندا ليمكي (ولدت في 24 مايو 1998)، والمعروفة باسم جين، هي لاعبة كرة قدم برازيلية محترفة تلعب في مركز المدافع لصالح نادي العلا في الدوري السعودي الممتاز للسيدات.

## المسيرة المهنية
ولدت جين ليمكي في آرابوتا، غرب ولاية سانتا كاتارينا، وغادرت مسقط رأسها في سن الرابعة عشرة بعد تلقيها دعوة للانضمام إلى مينيناس كارفويراس، الفريق النسائي التابع لـ نادي كريسيوما. لعبت لاحقًا لصالح ساو جوزيه وحققت نجاحًا مع اتحاد نابولي الرياضي AA Napoli، وفازت ببطولة الدرجة الثانية في كاكادور. في عام 2022 عادت إلى كريسيومًا.
في يناير 2023، تعاقد نادي ساو خوسيه مع جايني من كريسيومًا.
في 8 نوفمبر 2023، وقعت جايني مع نادي العلا الذي أُسسه حديثًا في الدوري السعودي الدرجة الأولى للسيدات. هناك، فازت بلقب الدوري، وسجلت في الدور نصف النهائي وضمنت الصعود إلى الدوري الممتاز.

## الأوسمة والجوائز
- اتحاد نابولي الرياضي

الدوري البرازيلي لكرة القدم للسيدات الدرجة الثانية: 2020
- نادي العلا

الدوري السعودي الدرجة الأولى للسيدات: 2023–24

## وصلات خارجية
جين ليمكي في Assessoria de Imprensa
جين ليمكي  على سكروي
جين ليمكي على الأرشيف الرياضي العالمي 

جين ليمكي في Sofascore
جين ليمكي في Football Data Base
جين ليمكي في Tribuna